# جيروم فريدمان
جيروم فريدمان (بالإنجليزية: Jerome Isaac Friedman) هو عالم فيزيائي أمريكي. حاز على جائزة نوبل للفيزياء عام 1990 بالاشتراك مع هنري كيندال وريتشارد تيلور عن تجاربهم الخاصة بتشتت الإلكترونات باصطدامها العميق بالبروتونات والنيوترونات التي أجريت خلال الستينيات من القرن الماضي. وقد أدت تلك التجارب إلى تأييد نموذج بناء البروتونات، و النيوترونات من كواركات.
ولد جيروم فريدمان في 28 مارس 1930 بمدينة شيكاغو بولاية إلينوي بالولايات المتحدة الأمريكية .

## روابط خارجية
- جيروم فريدمان على موقع الموسوعة البريطانية (الإنجليزية)
- جيروم فريدمان على موقع مونزينجر (الألمانية)
- جيروم فريدمان على موقع ميوزك برينز (الإنجليزية)
- جيروم فريدمان على موقع إن إن دي بي (الإنجليزية)